# Filastrocche in cielo e in terra
Filastrocche in cielo e in terra è un libro per ragazzi scritto da Gianni Rodari e pubblicato per la prima volta nel 1960.

## Storia editoriale
La prima edizione del 1960 uscì per la casa editrice Einaudi, con illustrazioni originali di Bruno Munari. Constava di diciotto brani tratti da Il libro delle filastrocche (Edizioni del «Pioniere», Roma, 1952), undici tratti da Il treno delle filastrocche (Edizioni di Cultura Sociale, Roma, 1952), sette da Gelsomino nel paese dei bugiardi (Editori Riuniti, Roma, 1958) e sessantacinque inediti. La scelta fu curata  per l'editore da Giovanni Arpino ed ebbe l'approvazione dello stesso Rodari.
Nel 1972, quando l'opera uscì ne Gli struzzi, Rodari vi aggiunse due nuove sezioni, rispettivamente denominate Storie nuove (contenente quattordici testi inediti) e Le filastrocche del cavallo parlante che constava di ventuno delle ventinove poesie già uscite nel volume omonimo (Emme Edizioni, Milano, 1970). Con questo ampliamento venne pubblicata l'edizione definitiva del libro.
Nel 1996 il libro fu ristampato dall'editore Einaudi Ragazzi, questa volta illustrato dal celebre disegnatore Altan. Seguirono ulteriori edizioni affidate anche ad altri illustratori.

## Struttura dell'opera
Si tratta di una raccolta di filastrocche, divise in vari capitoli che ne descrivono la tematica. I capitoli sono:
- La famiglia Punto-e-virgola
- La luna al guinzaglio
- Il vestito di Arlecchino
- I colori dei mestieri
- Il mago di Natale
- Un treno carico di filastrocche
- Le favole a rovescio
- Storie nuove
- Le filastrocche del cavallo parlante

Il libro è consigliato ai lettori dai 6 anni in poi.

## Edizioni
- Filastrocche in cielo e in terra, disegni di Bruno Munari, Collana Libri per ragazzi n.6, Torino, Einaudi, 1960. - Collana La biblioteca di Gianni Rodari, Einaudi Ragazzi, 2011, ISBN 978-88-792-6915-5.
- Filastrocche in cielo e in terra, Collana Gli struzzi n.28, Torino, Einaudi, 1972.
- Filastrocche in cielo e in terra, in I cinque libri, disegni di Bruno Munari, con una nota di Pino Boero, collana "I millenni", Torino, Einaudi, 1993.
- Filastrocche in cielo e in terra, in I cinque libri, disegni di Bruno Munari, con una nota di Pino Boero, collana Einaudi Tascabili. Letteratura n.316, Torino, Einaudi, 1995.
- Filastrocche in cielo e in terra, illustrazioni di Francesco Altan, Collana Lo scaffale d'oro n.18, San Dorligo della Valle, Einaudi Ragazzi, 1996, ISBN 88-7926-205-X.
- Filastrocche in cielo e in terra, disegni di Bruno Munari, Emme Edizioni, 1998.
- Filastrocche in cielo e in terra, illustrazioni di Sophie Fatus, Collana Storie e rime, San Dorligo della Valle, Einaudi Ragazzi, 2013, ISBN 978-88-665-6106-4.
- Filastrocche in cielo e in terra, Collana Gold, San Dorligo della Valle, Einaudi Ragazzi, 2019, ISBN 978-88-665-6517-8.